# Fontpédrouse
Fontpédrouse  (catalan : Fontpedrosa) est une commune française située dans le sud-ouest du département des Pyrénées-Orientales, en région Occitanie. Sur le plan historique et culturel, la commune est dans le pays de Conflent, correspondant à l'ensemble des vallées pyrénéennes qui « confluent » avec le lit creusé par la Têt entre Mont-Louis et Rodès.
Exposée à un climat de montagne, elle est drainée par la Têt, la Carança, la Riberola, riu d'aigües et par divers autres petits cours d'eau. Incluse dans le parc naturel régional des Pyrénées catalanes, la commune possède un patrimoine naturel remarquable : deux sites Natura 2000 (le « massif du Puigmal » et « Puigmal-Carança »), un espace protégé (les « Rivières la Carança, la Tet et de Maureillas ») et cinq zones naturelles d'intérêt écologique, faunistique et floristique.
Fontpédrouse est une commune rurale qui compte 122 habitants en 2022, après avoir connu un pic de population de 890 habitants en 1851. Ses habitants sont appelés les Fontpédrousats ou Fontpédrousates.

## Géographie

### Localisation
La commune de Fontpédrouse se trouve dans le département des Pyrénées-Orientales, en région Occitanie et est frontalière avec l'Espagne (Catalogne).
Elle se situe à 62 km à vol d'oiseau de Perpignan, préfecture du département, et à 23 km de Prades, sous-préfecture.
Les communes les plus proches sont :
Sauto (2,4 km), Thuès-Entre-Valls (3,8 km), Planès (3,9 km), Mont-Louis (4,9 km), La Llagonne (5,1 km), Saint-Pierre-dels-Forcats (5,4 km), La Cabanasse (5,5 km), Canaveilles (6,3 km).
Sur le plan historique et culturel, Fontpédrouse fait partie de la région de Conflent, héritière de l'ancien comté de Conflent et de la viguerie de Conflent. Ce pays correspond à l'ensemble des vallées pyrénéennes qui « confluent » avec le lit creusé par la Têt entre Mont-Louis, porte de la Cerdagne, et Rodès, aux abords de la plaine du Roussillon.

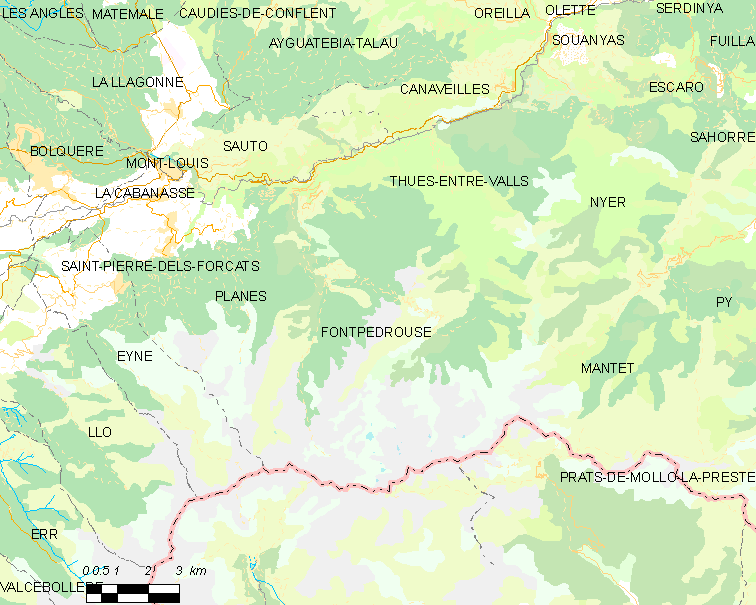
Situation de la commune.

| Sauto  | Canaveilles                  | Thuès-Entre-Valls |
| Planès | Fontpédrouse                 | Nyer              |
| Eyne   | Queralbs, Setcases (Espagne) | Mantet            |

### Géologie et relief
Plusieurs sommets de la chaîne des Pyrénées sont disposés sur son territoire, dont le Noufonts (2 864 m), le pic de la Fossa del Gegant (2 808 m), le pic du Géant (2 881 m) et l'Infern (2 869 m).

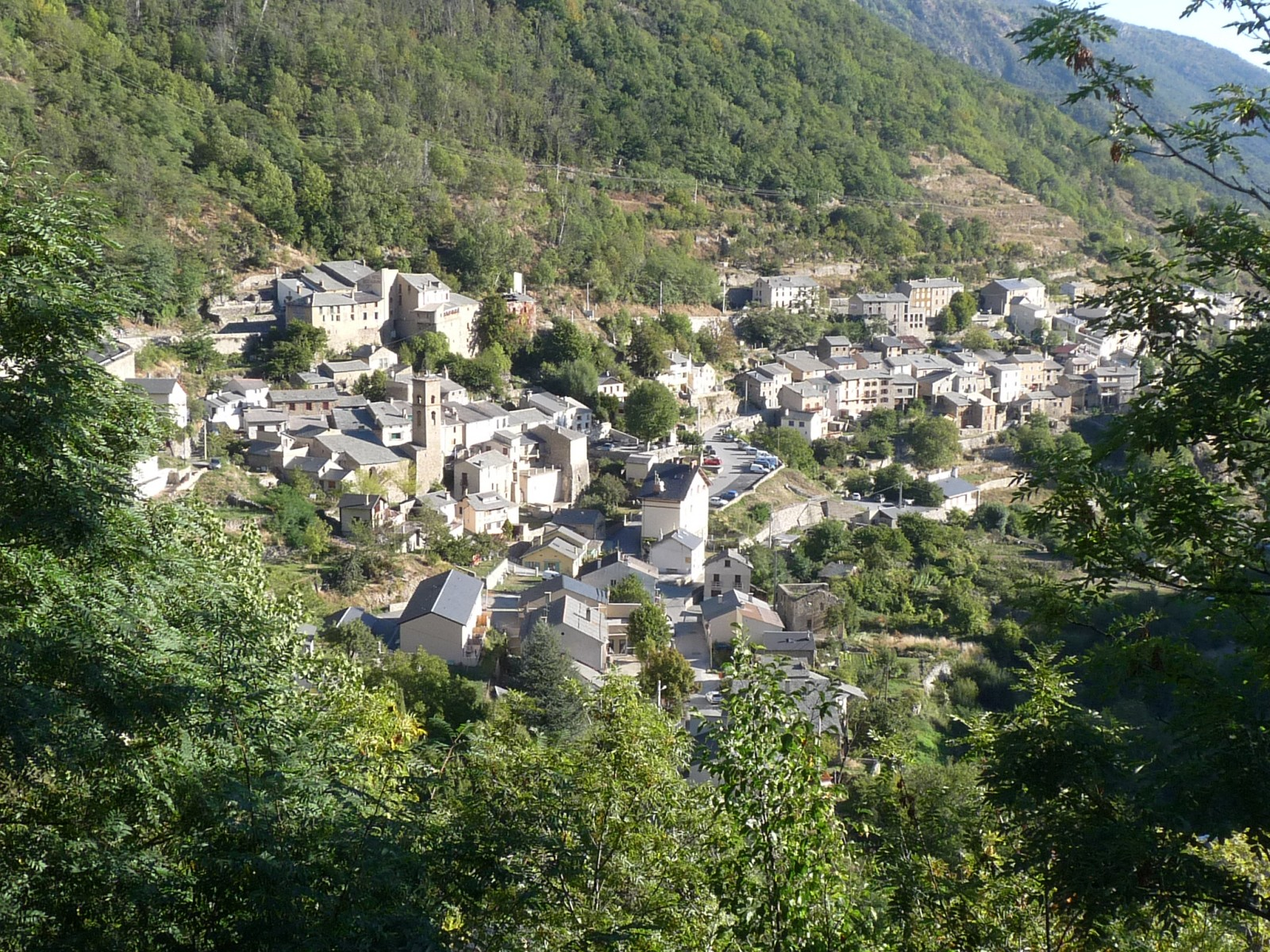
Vue sur Fontpédrouse depuis la route nationale en descendant de Mont-Louis.
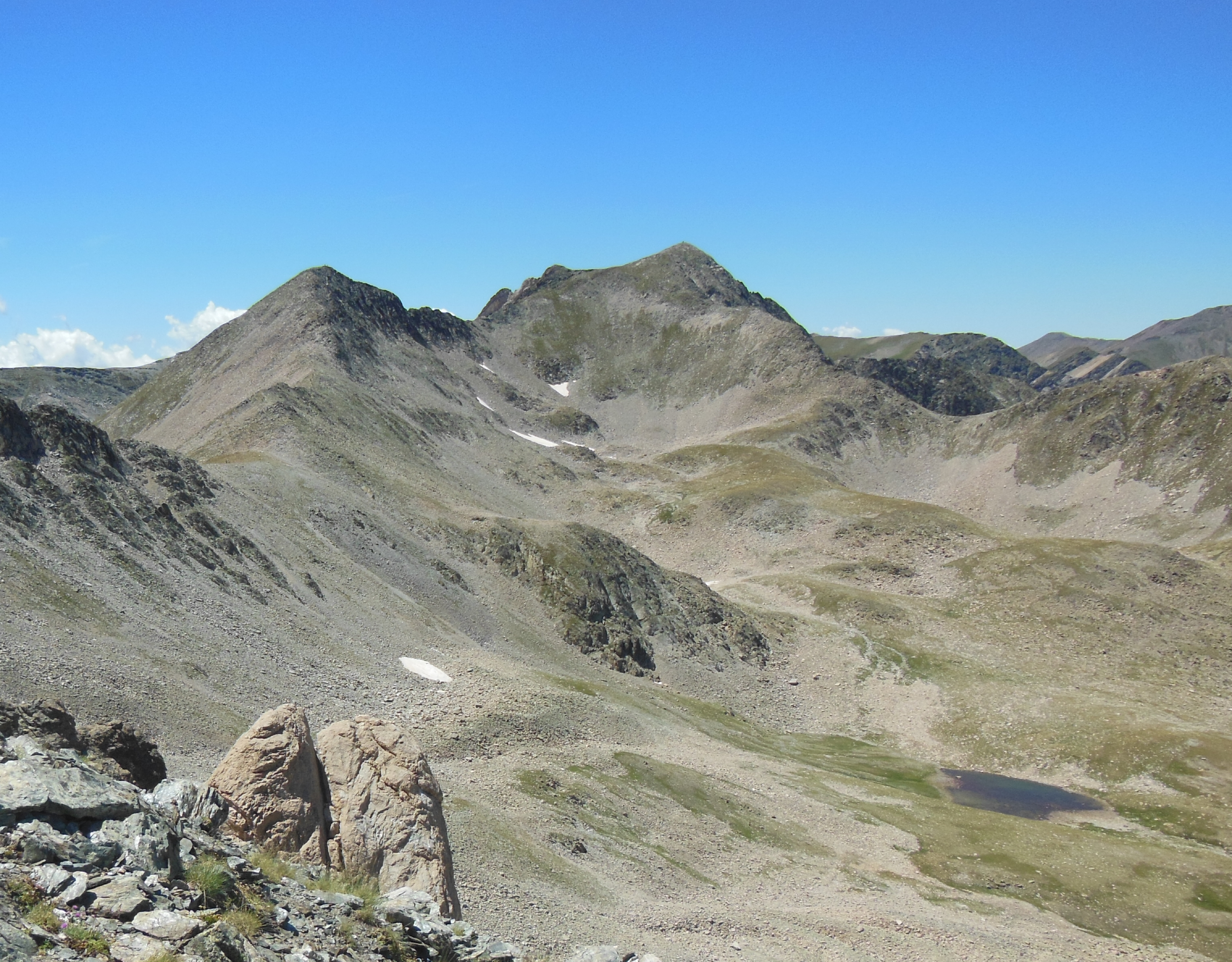
Pic de l'Infern, un point culminant de la commune.
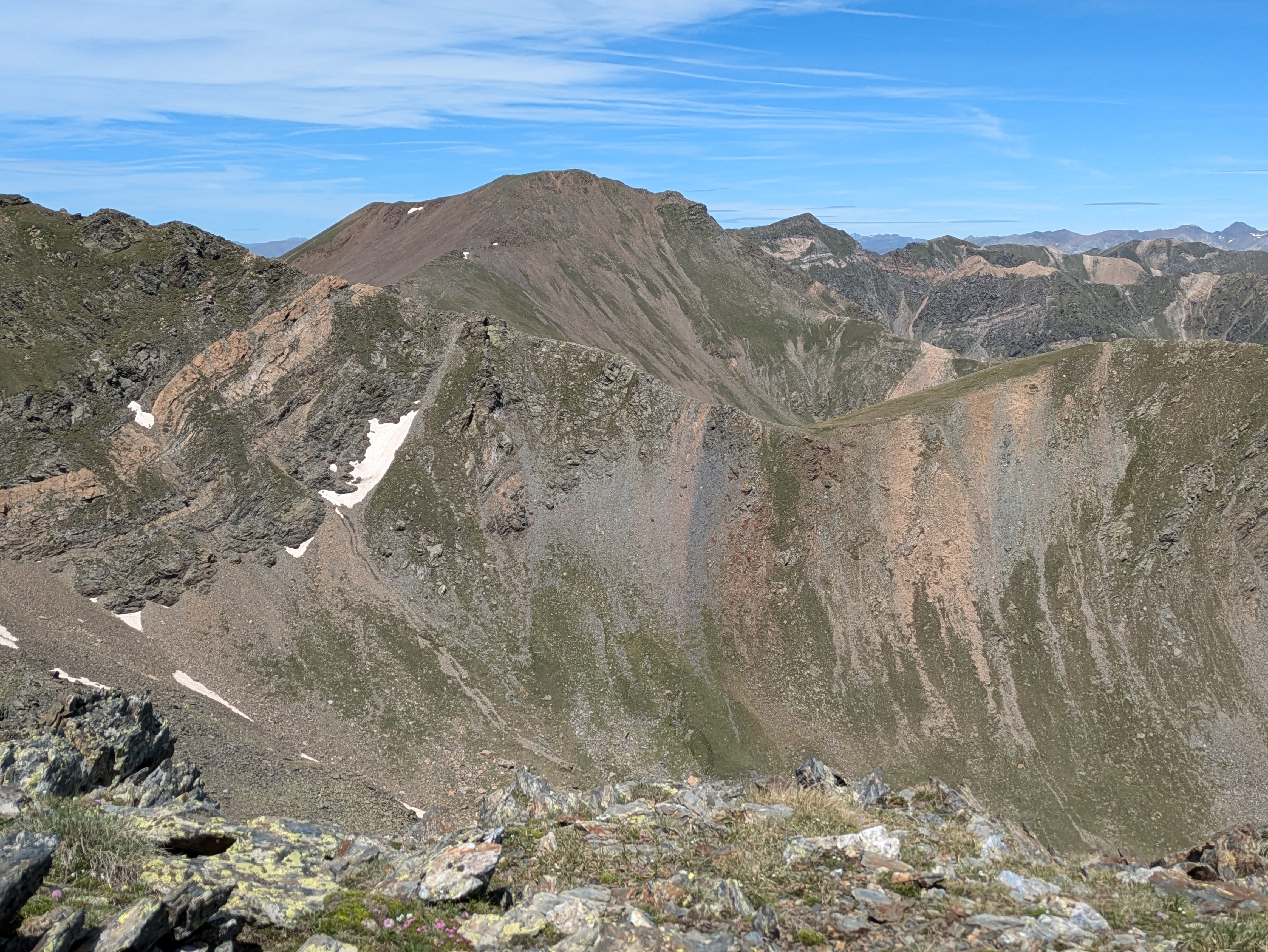
Affleurements de micaschistes et de marbres, édiacariens, dans les hautes montagnes[7].
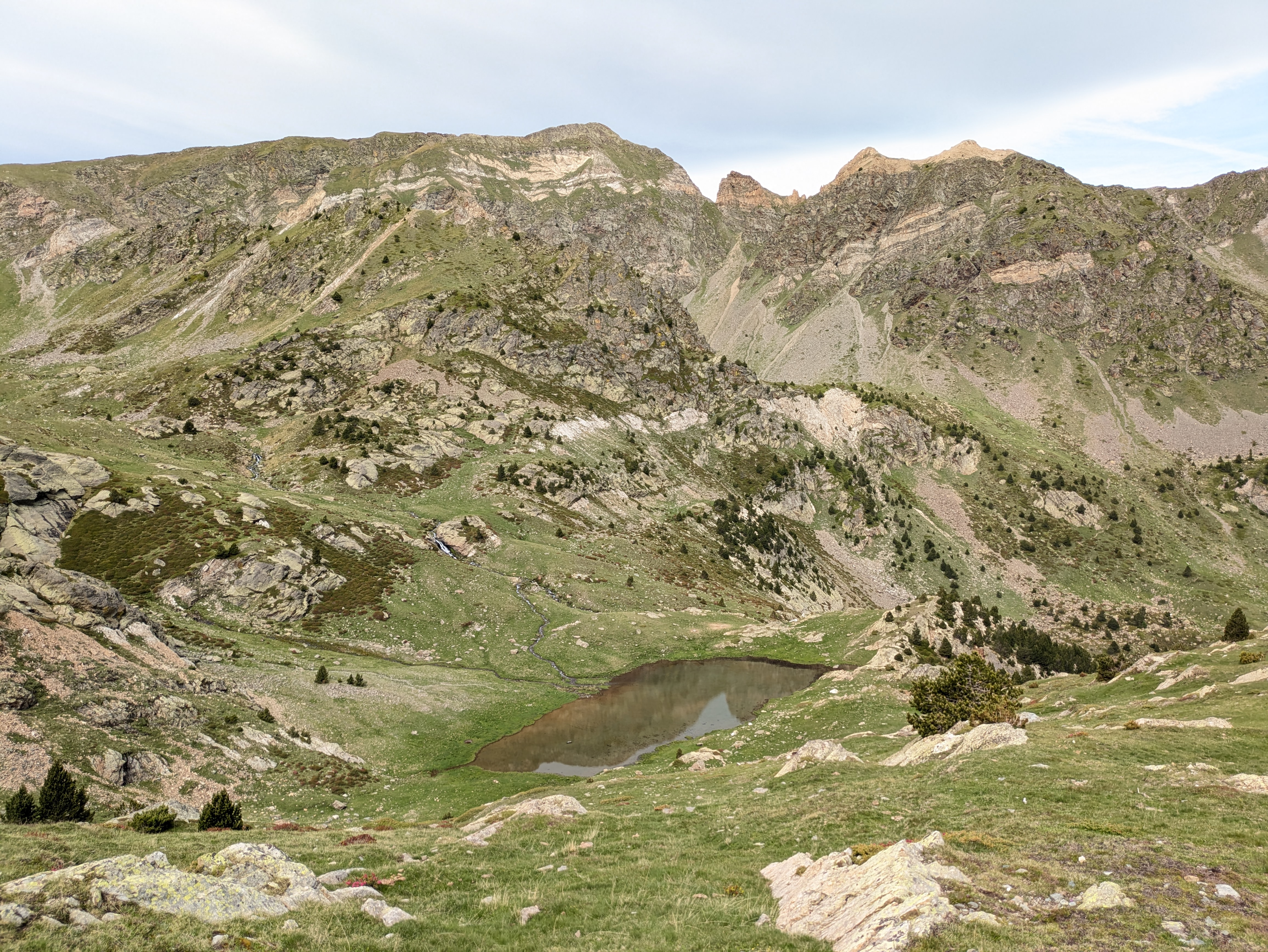
L'Estanyol, vallée de la Riberola, 2330m.

Au XIXe siècle, des minerais de cuivre et (peut-être) de fer ont été extraits d'une mine située sur un filon de quartz à 2290 mètres d'altitude, en dessous du lac de l'Estanyol, dans la vallée de la Riberola.
La commune est classée en zone de sismicité 4, correspondant à une sismicité moyenne.

### Hydrographie
Le nord de la commune est traversé d'ouest en est par la Têt.
La Riberola s'écoule aussi dans la commune, ainsi que la partie haute de la Carança, qui y prend sa source.

Lacs de la vallée de la Carança
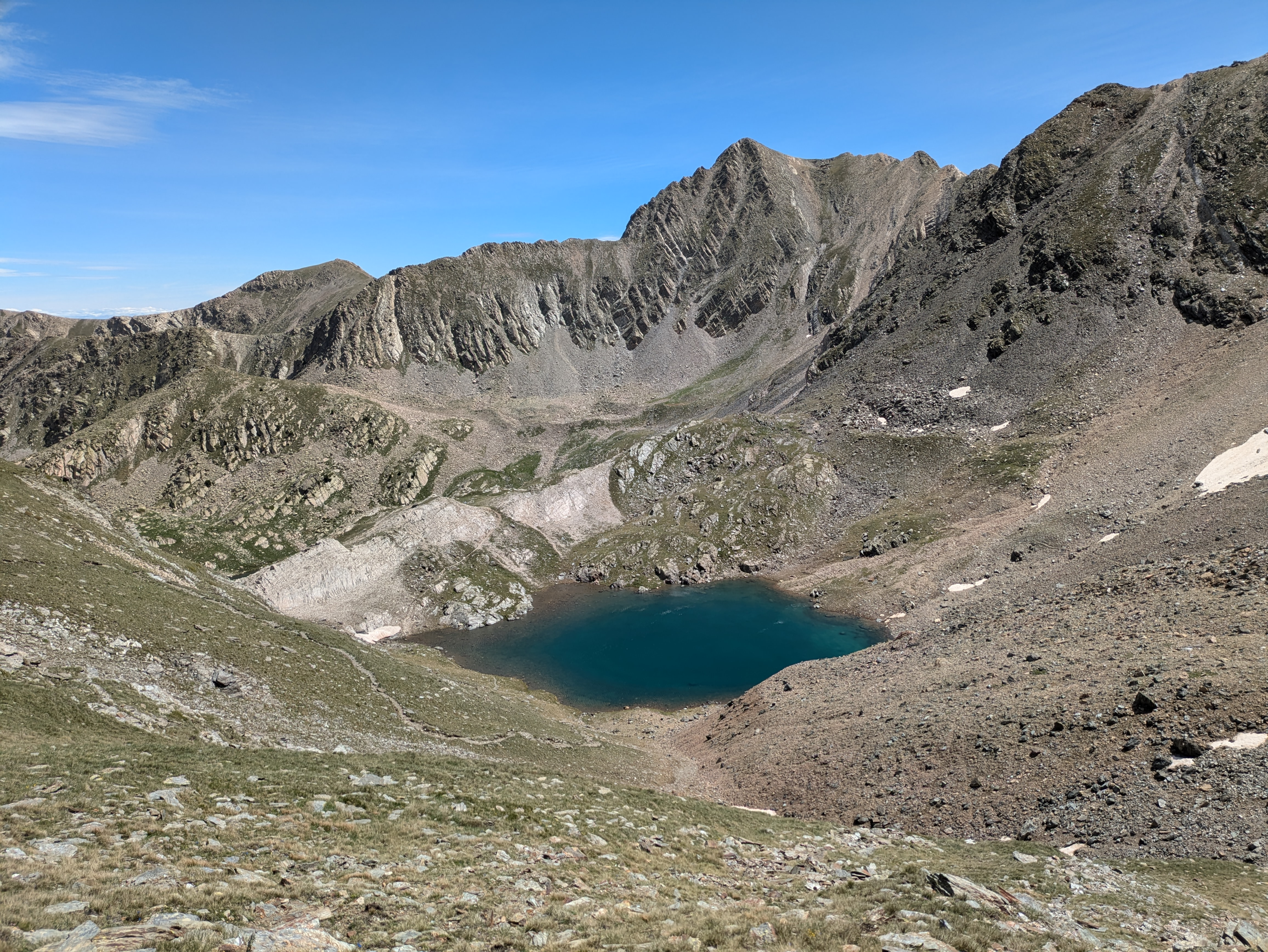
Estany Blau, 2 590 m.
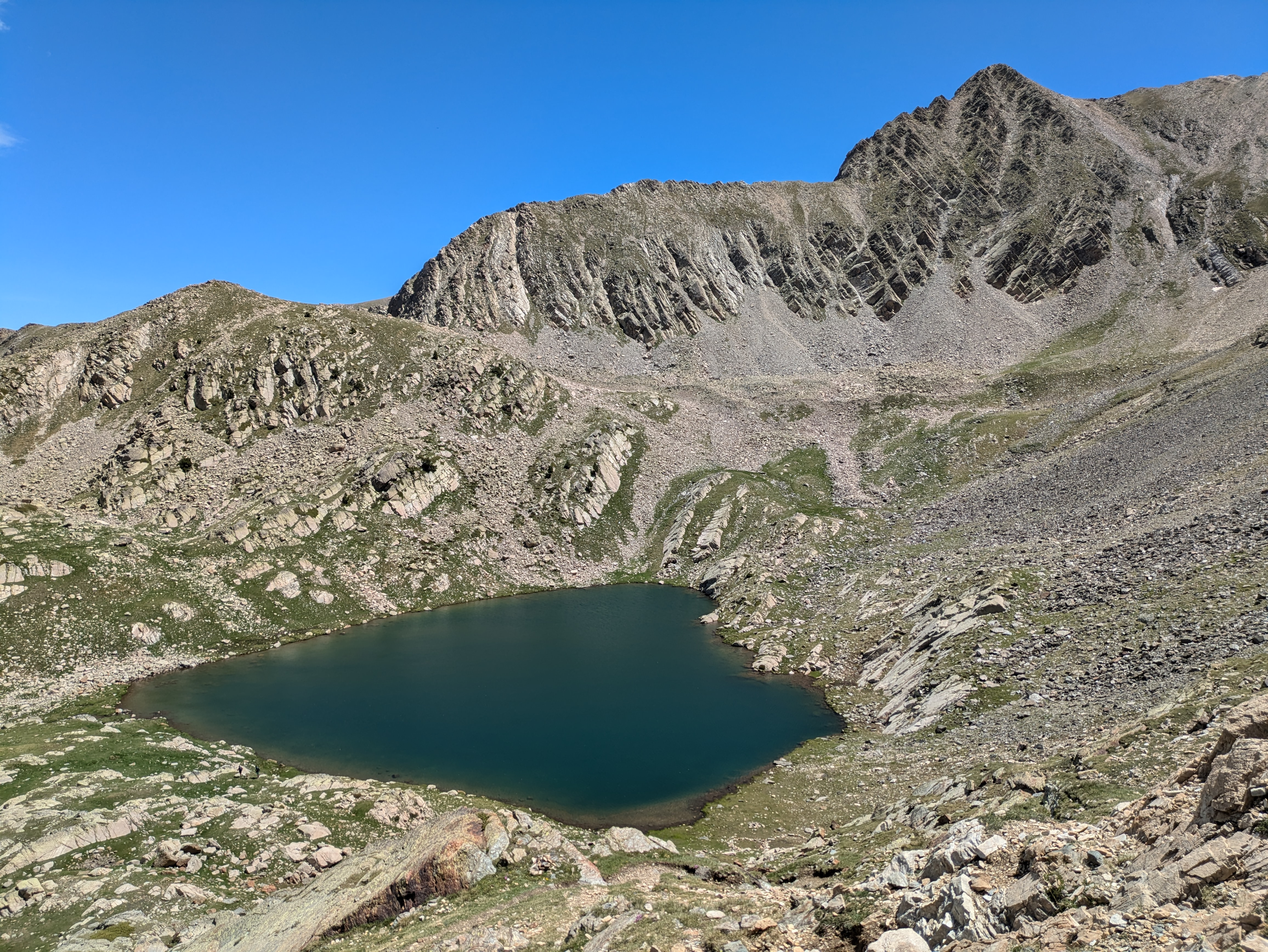
Estany Negre, 2 510 m.
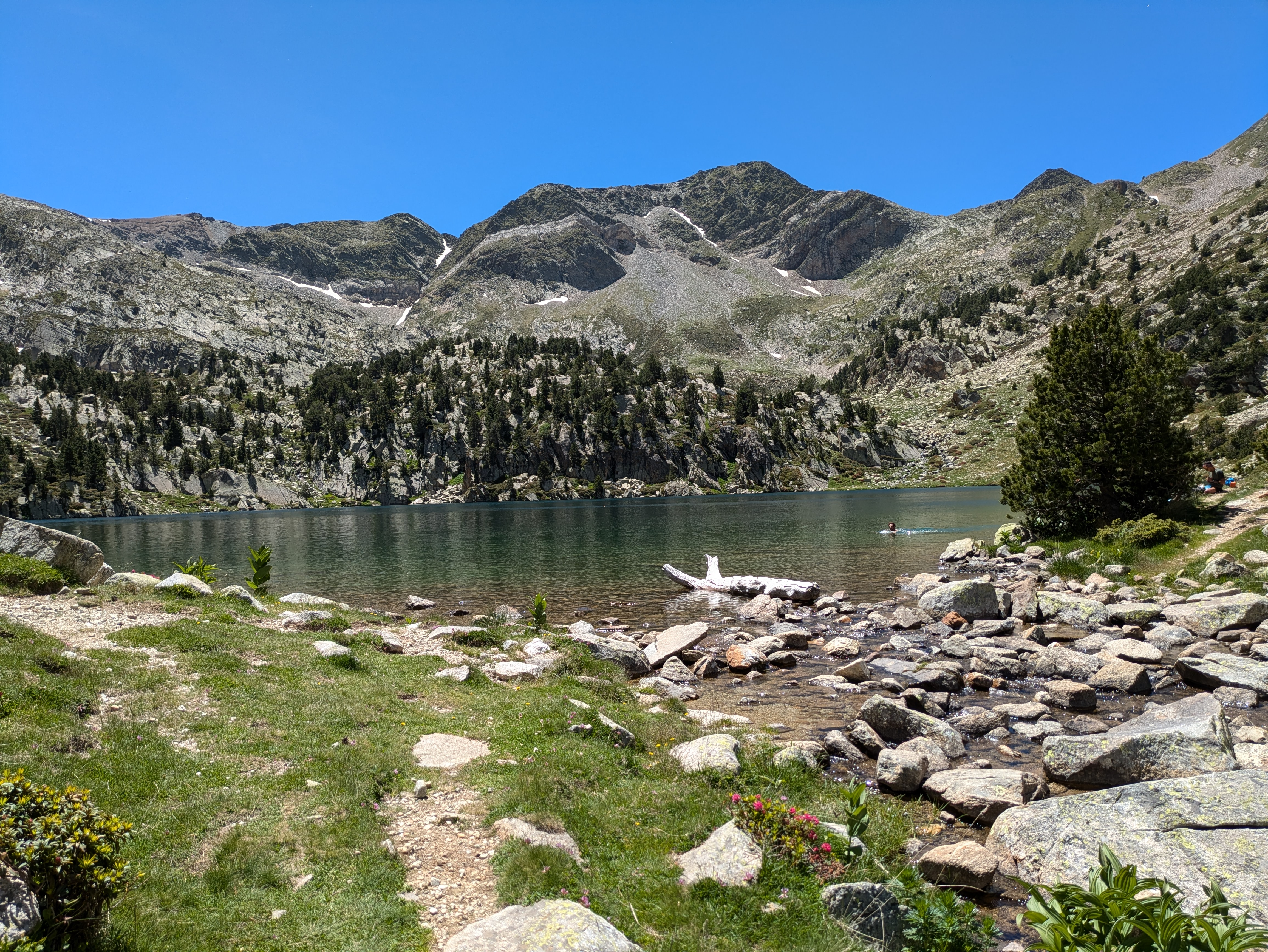
Estany de Carança, 2 270 m.

### Climat
Pour des articles plus généraux, voir Climat de l'Occitanie et Climat des Pyrénées-Orientales.
En 2010, le climat de la commune est de type climat des marges montargnardes, selon une étude du CNRS s'appuyant sur une série de données couvrant la période 1971-2000. En 2020, Météo-France publie une typologie des climats de la France métropolitaine dans laquelle la commune est exposée à un climat de montagne ou de marges de montagne et est dans la région climatique Pyrénées orientales, caractérisée par une faible pluviométrie, un très bon ensoleillement (2 600 h/an), un air sec, particulièrement en hiver et peu de brouillards.
Pour la période 1971-2000, la température annuelle moyenne est de 10 °C, avec une amplitude thermique annuelle de 14,4 °C. Le cumul annuel moyen de précipitations est de 966 mm, avec 6,2 jours de précipitations en janvier et 5,8 jours en juillet. Pour la période 1991-2020, la température moyenne annuelle observée sur la station météorologique la plus proche, située sur la commune de Formiguères à 13 km à vol d'oiseau, est de 7,6 °C et le cumul annuel moyen de précipitations est de 737,3 mm,. Pour l'avenir, les paramètres climatiques de la commune estimés pour 2050 selon différents scénarios d’émission de gaz à effet de serre sont consultables sur un site dédié publié par Météo-France en novembre 2022.

### Milieux naturels et biodiversité

#### Espaces protégés

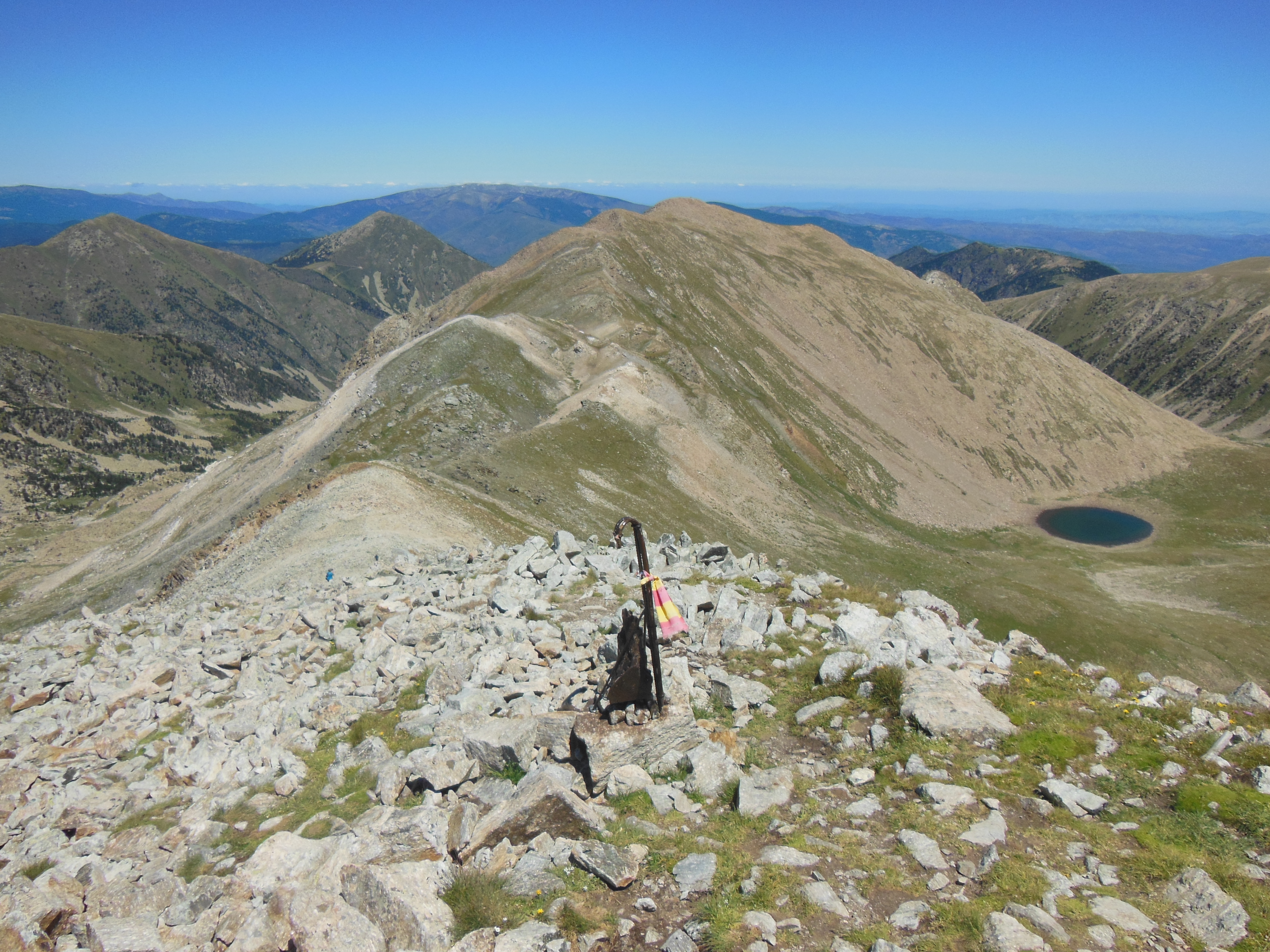
Pic dels Bacivers de Prats (2844 mètres) et Estany de Bacivers, Massif de Carança.

La protection réglementaire est le mode d’intervention le plus fort pour préserver des espaces naturels remarquables et leur biodiversité associée,.
Dans ce cadre, la commune fait partie.
Deux espaces protégés sont présents sur la commune :
- les « Rivières la Carança, la Tet et de Maureillas », objet d'un arrêté de protection de biotope, d'une superficie de 107,3 ha[19] ;
- le parc naturel régional des Pyrénées catalanes, créé en 2004 et d'une superficie de 139 062 ha, qui s'étend sur 66 communes du département. Ce territoire s'étage des fonds maraîchers et fruitiers des vallées de basse altitude aux plus hauts sommets des Pyrénées-Orientales en passant par les grands massifs de garrigue et de forêt méditerranéenne[20],[21].

#### Réseau Natura 2000

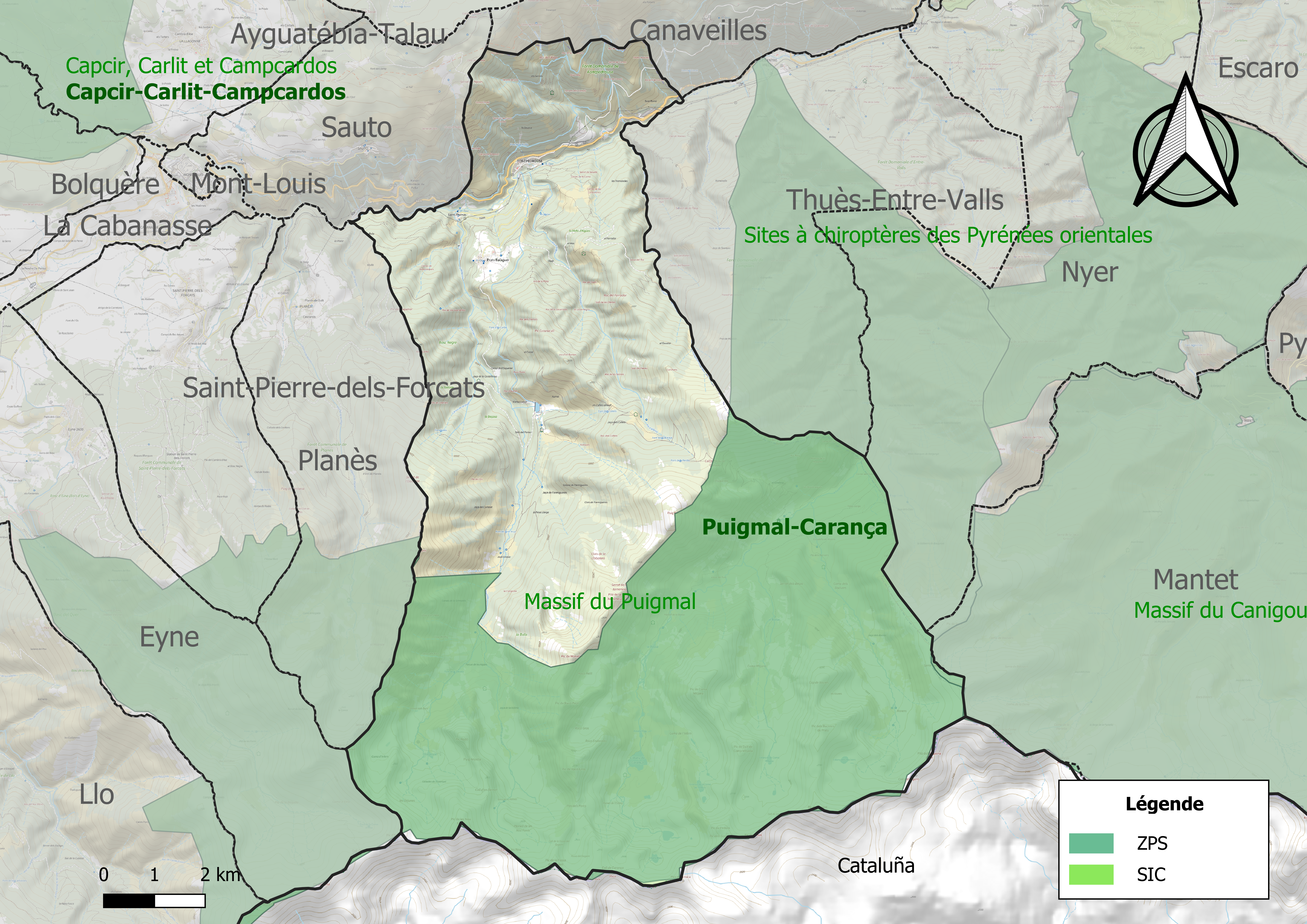
Site Natura 2000 sur le territoire communal.

Le réseau Natura 2000 est un réseau écologique européen de sites naturels d'intérêt écologique élaboré à partir des directives habitats et oiseaux, constitué de zones spéciales de conservation (ZSC) et de zones de protection spéciale (ZPS).
Un site Natura 2000 a été défini sur la commune au titre de la directive habitats.
- le « massif du Puigmal », d'une superficie de 8 784 ha, présence une richesse patrimoniale avec onze habitats naturels et deux espèces végétales au niveau régional. Ainsi la station de Botryche simple est très importante compte tenu du faible nombre de stations en France[24] et au titre de la directive oiseaux[23]
- « puigmal-Carança », d'une superficie de 10 260 ha, un site qui a une responsabilité forte ou très forte pour cinq espèces d'oiseaux au niveau régional, dont le gypaète barbu[25].

#### Zones naturelles d'intérêt écologique, faunistique et floristique
L’inventaire des zones naturelles d'intérêt écologique, faunistique et floristique (ZNIEFF) a pour objectif de réaliser une couverture des zones les plus intéressantes sur le plan écologique, essentiellement dans la perspective d’améliorer la connaissance du patrimoine naturel national et de fournir aux différents décideurs un outil d’aide à la prise en compte de l’environnement dans l’aménagement du territoire.
Trois ZNIEFF de type 1 sont recensées sur la commune :
- le « bac de la forêt domaniale de Fontpédrouse » (180 ha), couvrant 3 communes du département[27] ;
- la « vallée de la Carança » (4 315 ha), couvrant 3 communes du département[28],
- la « vallée de Prat Balaguer » (2 410 ha)[29] ;

et deux ZNIEFF de type 2, :
- les « chaine du Puigmal et vallées Adjacentes » (28 390 ha), couvrant 15 communes du département[30] ;
- le « versant sud du massif du Madres » (27 267 ha), couvrant 27 communes du département[31].

Carte des ZNIEFF de type 1 et 2 à Fontpédrouse.
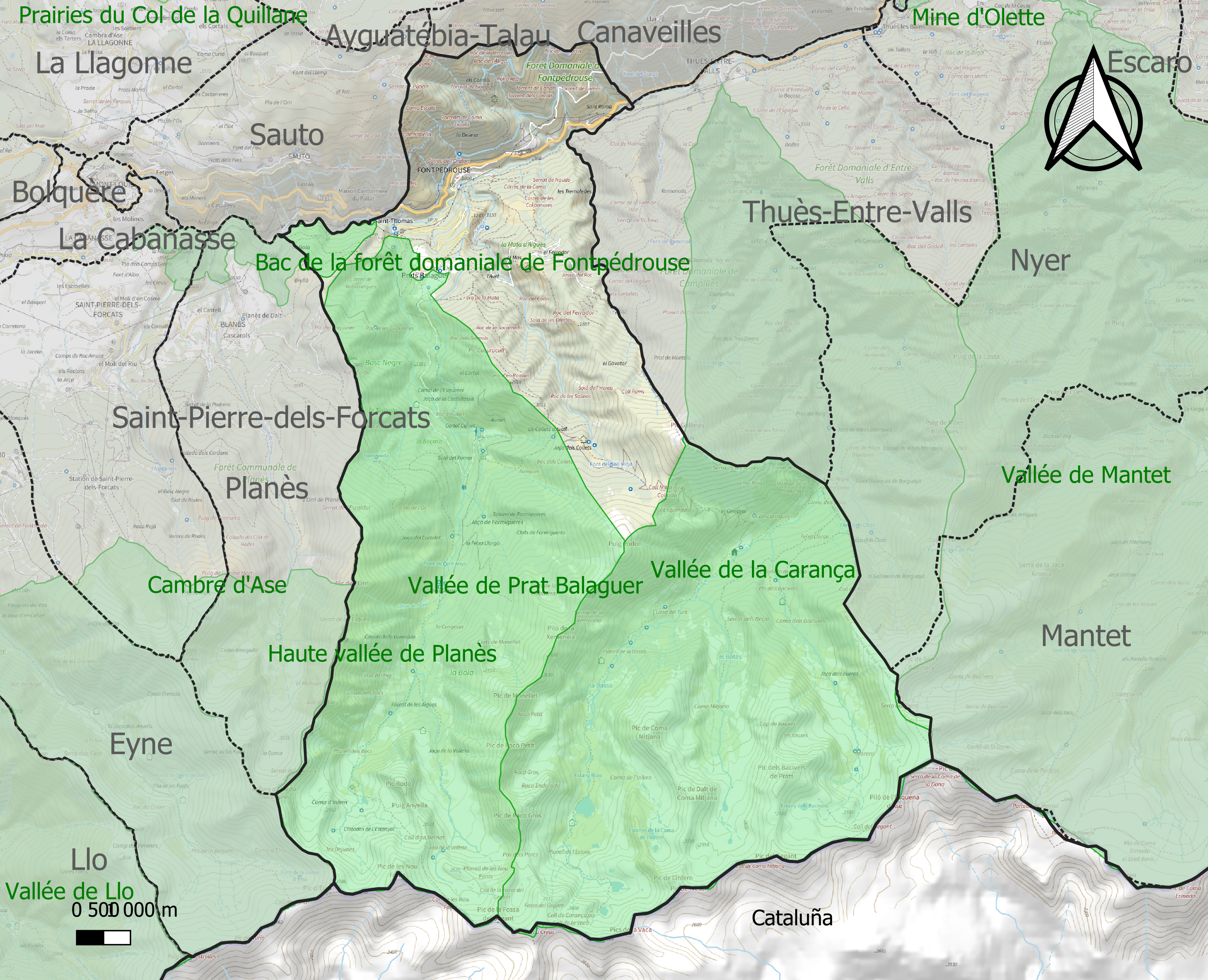
Carte des ZNIEFF de type 1 sur la commune.
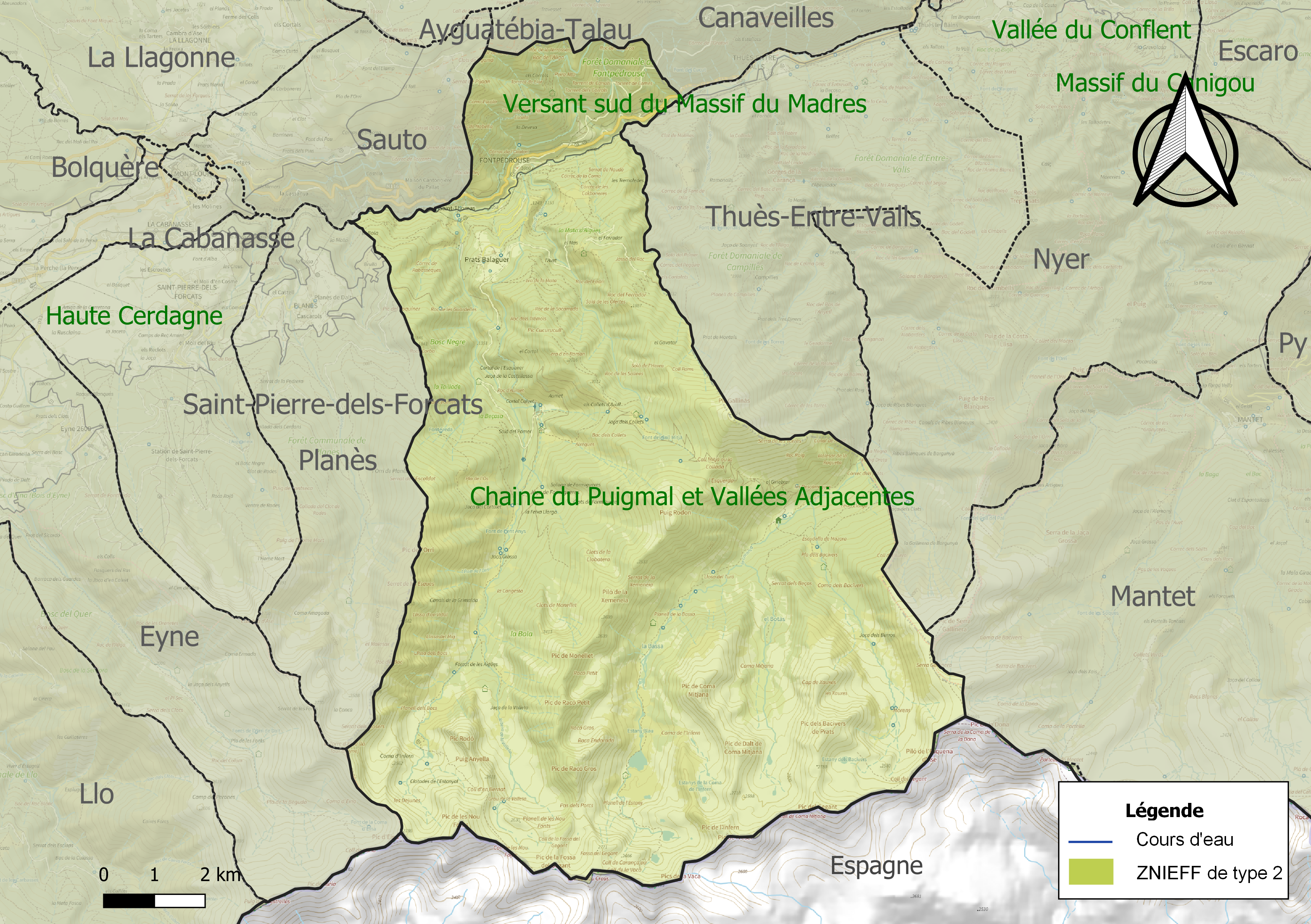
Carte des ZNIEFF de type 2 sur la commune.

## Urbanisme

### Typologie
Au 1er janvier 2024, Fontpédrouse est catégorisée commune rurale à habitat dispersé, selon la nouvelle grille communale de densité à sept niveaux définie par l'Insee en 2022.
Elle est située hors unité urbaine et hors attraction des villes,.

### Occupation des sols
L'occupation des sols de la commune, telle qu'elle ressort de la base de données européenne d’occupation biophysique des sols Corine Land Cover (CLC), est marquée par l'importance des forêts et milieux semi-naturels (100 % en 2018), une proportion identique à celle de 1990 (100 %). La répartition détaillée en 2018 est la suivante :
espaces ouverts, sans ou avec peu de végétation (40,8 %), forêts (34 %), milieux à végétation arbustive et/ou herbacée (25,2 %). L'évolution de l’occupation des sols de la commune et de ses infrastructures peut être observée sur les différentes représentations cartographiques du territoire : la carte de Cassini (XVIIIe siècle), la carte d'état-major (1820-1866) et les cartes ou photos aériennes de l'IGN pour la période actuelle (1950 à aujourd'hui).

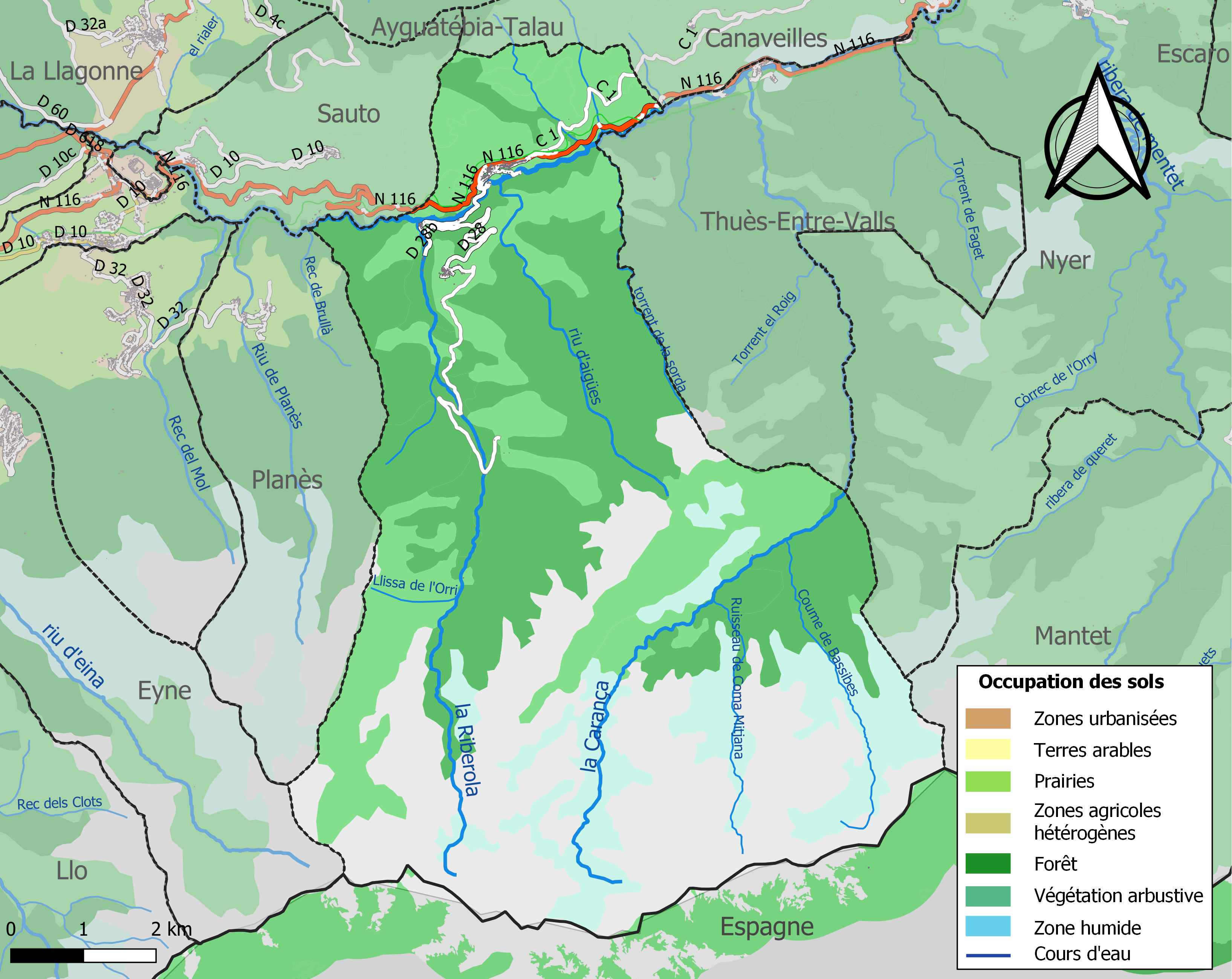
Carte des infrastructures et de l'occupation des sols de la commune en 2018 (CLC).

### Voies de communication et transports
La route nationale 116 traverse le nord de la commune parallèlement au tracé de la Têt, en provenance à l'ouest de Mont-Louis et en direction à l'est de Thuès-Entre-Valls.
La ligne 560 du réseau régional liO relie la commune à la gare de Perpignan depuis Porté-Puymorens.

### Risques majeurs
Le territoire de la commune de Fontpédrouse est vulnérable à différents aléas naturels : inondations, climatiques (grand froid ou canicule), feux de forêts, mouvements de terrains, avalanche  et séisme (sismicité moyenne). Il est également exposé à deux risques technologiques, le transport de matières dangereuses et la rupture d'un barrage, et à un risque particulier, le risque radon,.

#### Risques naturels
Certaines parties du territoire communal sont susceptibles d’être affectées par le risque d’inondation par crue torrentielle de cours d'eau du bassin de la Têt.
Les mouvements de terrains susceptibles de se produire sur la commune sont soit des mouvements liés au retrait-gonflement des argiles, soit des glissements de terrains, soit des chutes de blocs. Une cartographie nationale de l'aléa retrait-gonflement des argiles permet de connaître les sols argileux ou marneux susceptibles vis-à-vis de ce phénomène.
Ces risques naturels sont pris en compte dans l'aménagement du territoire de la commune par le biais d'un plan de prévention des risques inondations et avalanches.

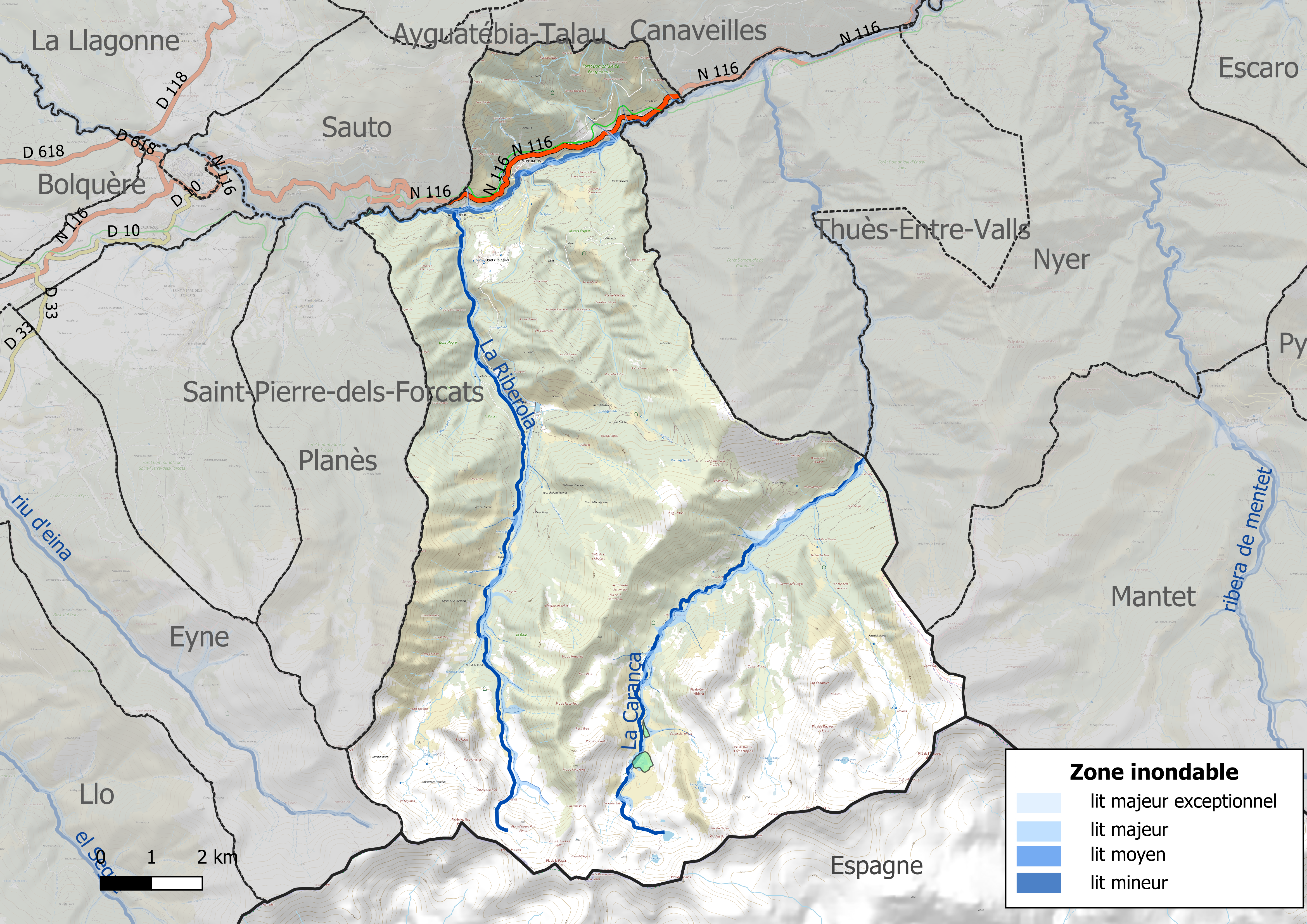
Carte des zones inondables.
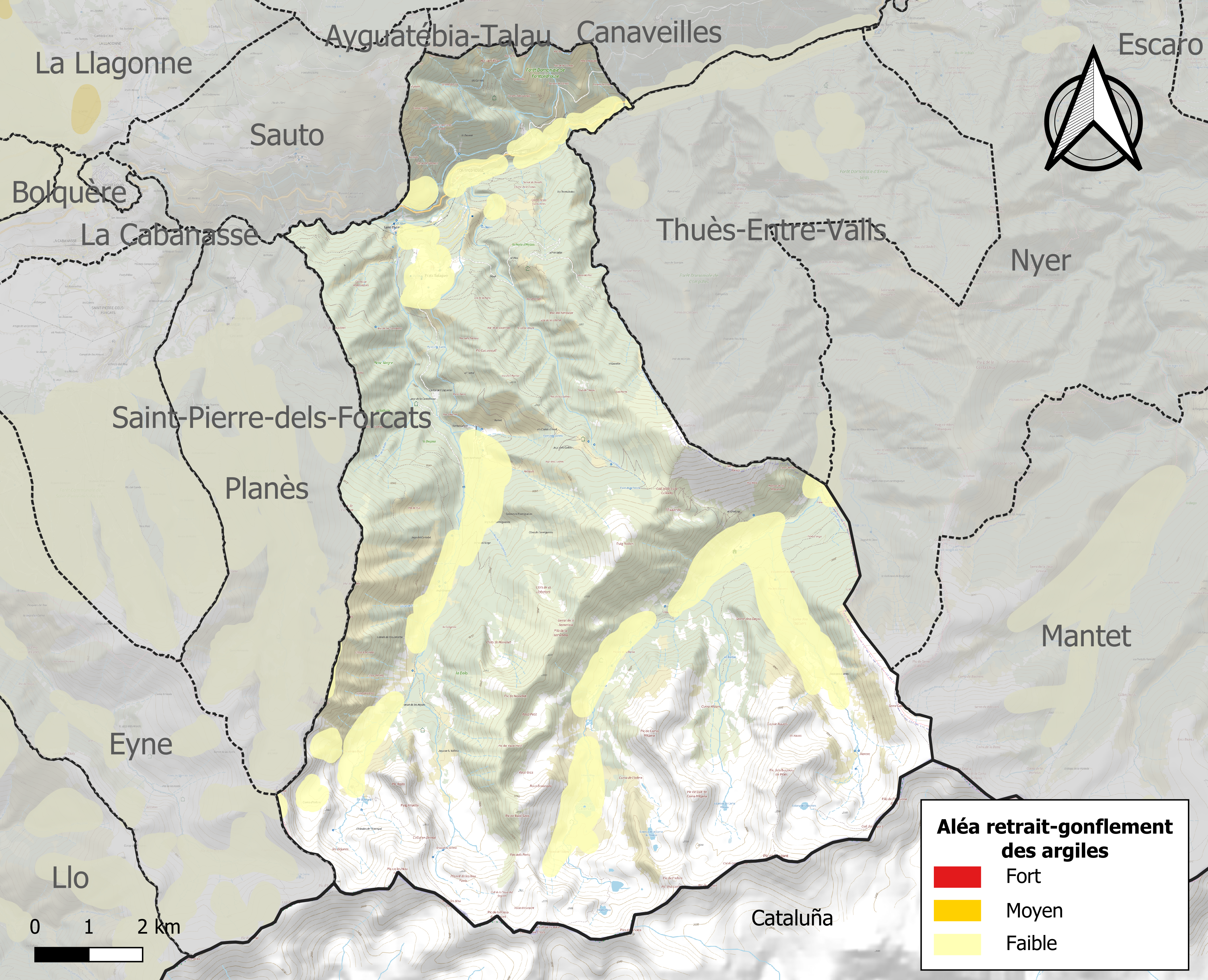
Carte des zones d'aléa retrait-gonflement des argiles.

#### Risques technologiques
Le risque de transport de matières dangereuses sur la commune est lié à sa traversée par une route à fort trafic. Un accident se produisant sur une telle infrastructure est en effet susceptible d’avoir des effets graves au bâti ou aux personnes jusqu’à 350 m, selon la nature du matériau transporté. Des dispositions d’urbanisme peuvent être préconisées en conséquence.
Dans le département des Pyrénées-Orientales, on dénombre sept grands barrages susceptibles d’occasionner des dégâts en cas de rupture. La commune fait partie des 66 communes susceptibles d’être touchées par l’onde de submersion consécutive à la rupture d’un de ces barrages, le Barrage des Bouillouses sur la Têt, un ouvrage de 17,5 m de hauteur construit en 1910.

#### Risque particulier
Dans plusieurs parties du territoire national, le radon, accumulé dans certains logements ou autres locaux, peut constituer une source significative d’exposition de la population aux rayonnements ionisants. Toutes les communes du département sont concernées par le risque radon à un niveau plus ou moins élevé. Selon la classification de 2018, la commune de Fontpédrouse est classée en zone 3, à savoir zone à potentiel radon significatif.

## Toponymie
En catalan, le nom de la commune est Fontpedrosa. Il signifie en français, fontaine pierreuse ou pétrifiante.

## Histoire

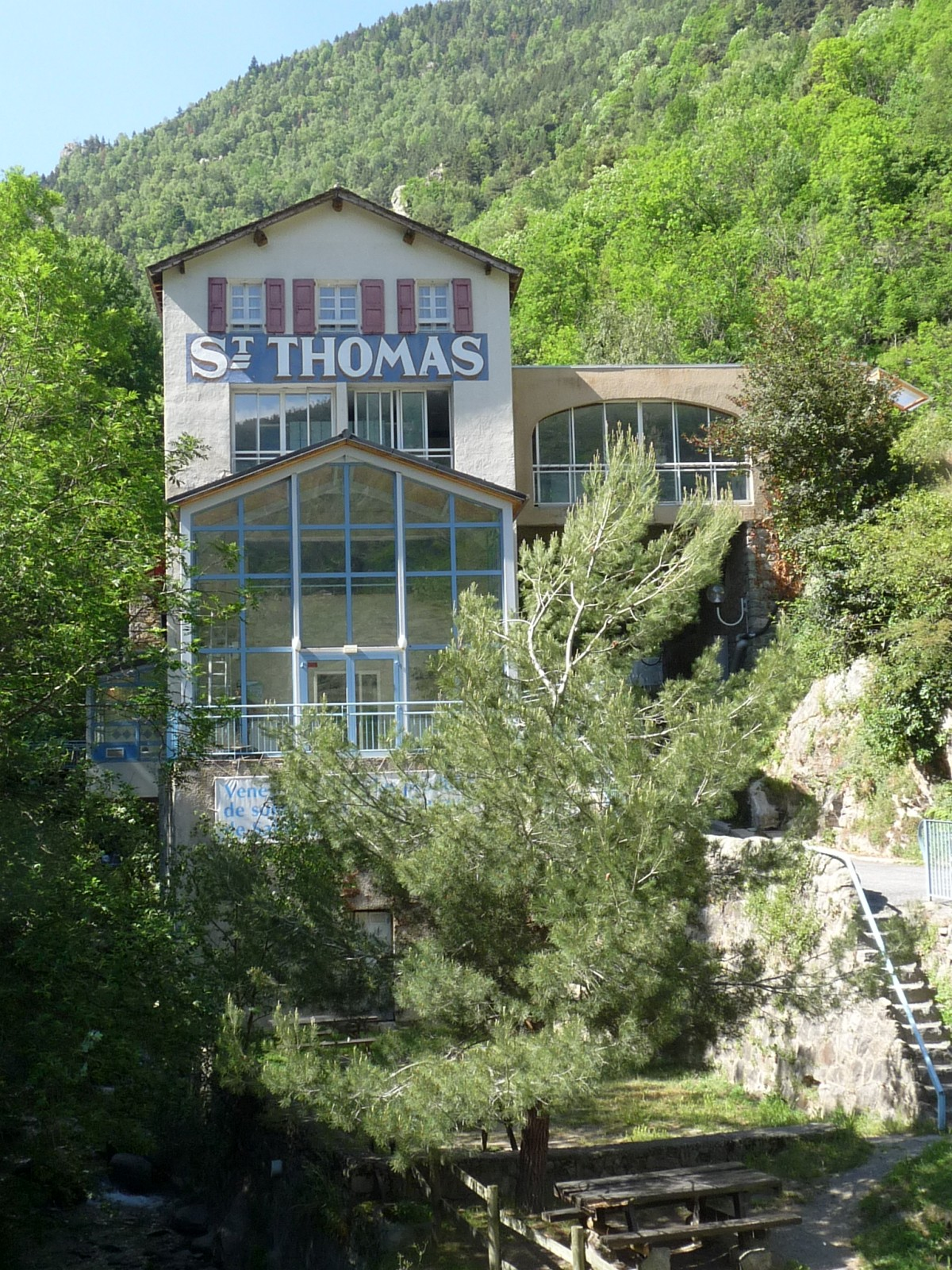
Les bains de Saint-Thomas.

La commune de Prats-Saint-Thomas est rattachée à celle de Fontpédrouse le 26 juin 1822.
Une partie des hameaux de Prats-Saint-Thomas est victime de glissements de terrain à la suite d'importantes précipitations en décembre 1932.
La commune connaît un regain d'activité depuis la rénovation de ses thermes, les bains de Saint-Thomas, en 1993, où l'eau sulfureuse peut atteindre 58 °C, il s'agit donc d'une eau hyperthermale, l'une des plus chaudes sources naturelles des Pyrénées.

## Politique et administration

### Canton
En 1790, la commune de Fontpédrouse est intégrée dans le canton d'Olette. Elle en est rapidement détachée pour rejoindre en 1793 le nouveau canton de Mont-Louis, dont elle fait toujours partie à ce jour,.

### Administration municipale

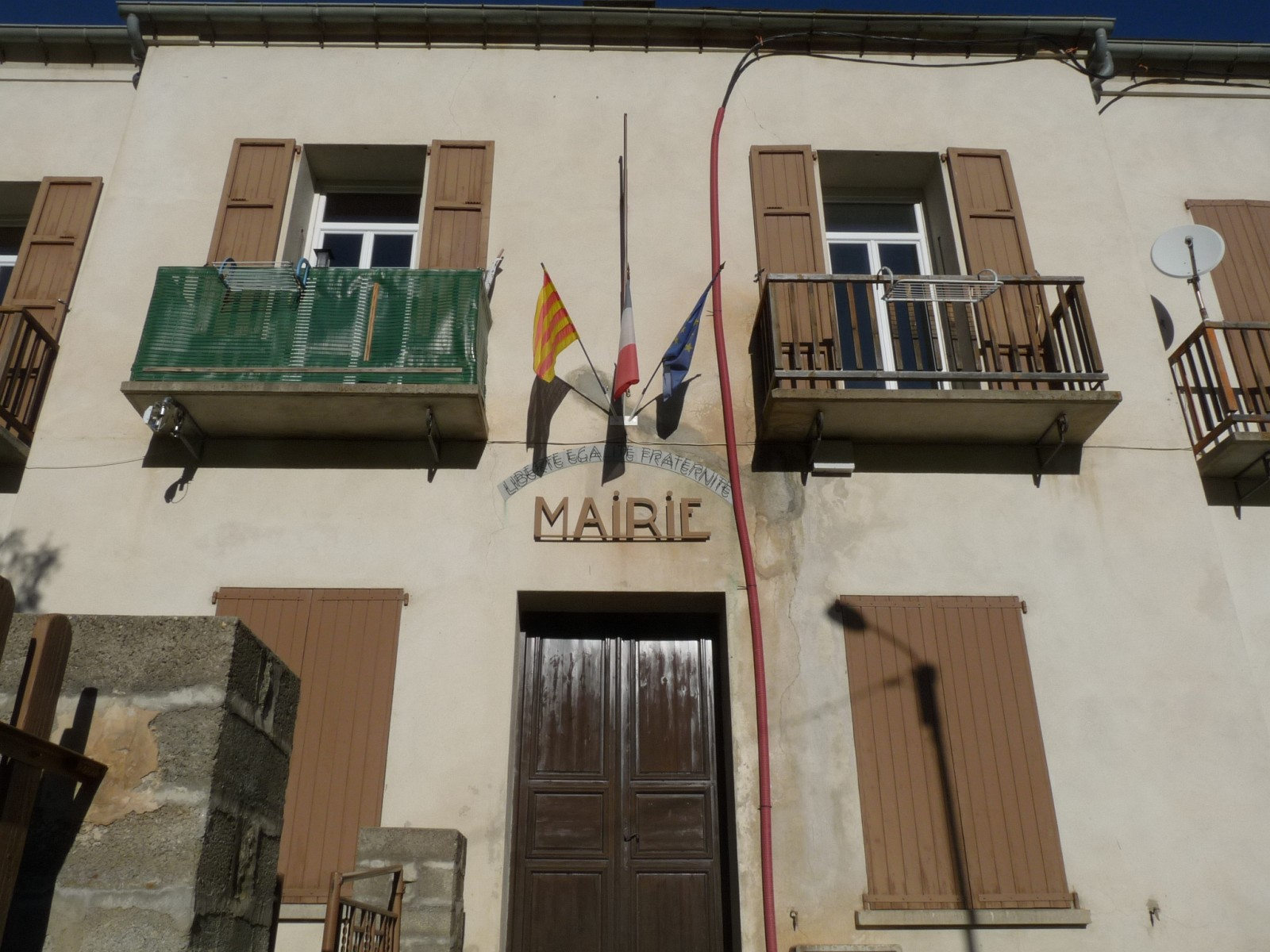
La mairie de Fontpédrouse.

### Liste des maires
| Période   | Période   | Identité              | Étiquette      | Qualité                                           |
| --------- | --------- | --------------------- | -------------- | ------------------------------------------------- |
| 1796      | 1800      | Jean-Pierre Salvadou  |                |                                                   |
| 1800      | 1806      | Michel Poudade        |                |                                                   |
| 1806      | 1815      | Gaudérique Vidalou    |                |                                                   |
| 1815      | 1826      | Pierre Joseph Bigorre |                |                                                   |
| 1826      | 1830      | Raymond Calvet        |                |                                                   |
| 1830      | 1832      | Gaudérique Marty      |                |                                                   |
| 1832      | 1833      | Audal Clerc           |                |                                                   |
| 1833      | 1835      | Pierre Marty          |                |                                                   |
| 1835      | 1838      | Jean Antoine Poudade  |                |                                                   |
| 1838      | 1847      | Dominique Salvadou    |                |                                                   |
| 1847      | 1848      | Michel Cayrol         |                |                                                   |
| 1848      | 1848      | Paul Clerc            |                |                                                   |
| 1848      | 1848      | Michel Calvet         |                |                                                   |
| 1848      | 1849      | Marc Cayrol           |                |                                                   |
| 1849      | 1852      | Gaudérique Calvet     |                |                                                   |
| 1852      | 1868      | Joseph Clerc          |                |                                                   |
| 1868      | 1870      | Raphaël Salvadou      |                |                                                   |
| 1870      | 1871      | Michel Cayrol         |                |                                                   |
| 1871      | 1872      | Antoine Llagonne      |                |                                                   |
| 1872      | 1874      | Joseph Calvet         |                |                                                   |
| 1874      | 1876      | Pierre Blanque        |                |                                                   |
| 1876      | 1881      | Michel Cayrol         |                |                                                   |
| 1881      | 1892      | Gaudérique Blanque    |                |                                                   |
| 1892      | 1892      | Baptiste Goubern      |                |                                                   |
| 1892      | 1908      | François Bigorre      |                |                                                   |
| 1908      | 1914      | Michel Cayrol         |                |                                                   |
| 1914      | 1919      | Gaudérique Cayrol     |                |                                                   |
| 1919      | 1921      | Joseph Labric         |                |                                                   |
| 1921      | 1929      | Pierre Poudade        |                |                                                   |
| 1929      | 1932      | Jean Barthe           |                |                                                   |
| 1932      | 1939      | François Rouquet      | PCF            |                                                   |
| 1939      | 1944      | Marceau Clerc         |                |                                                   |
| 1944      | mars 1971 | François Rouquet      | PCF            |                                                   |
| mars 1971 | mars 2008 | Jean-Louis Alvarez    | PCF            | Conseiller général du canton d'Olette (2001-2015) |
| mars 2008 | mai 2020  | Arlette Bigorre,      | Apparentée PCF |                                                   |
| mai 2020  | En cours  | Chantal Calvet        |                |                                                   |

## Population et société

### Démographie ancienne
La population est exprimée en nombre de feux (f) ou d'habitants (H).
| 1378 | 1424 | 1553 | 1709  | 1720 | 1767  | 1774  | 1789  |
| ---- | ---- | ---- | ----- | ---- | ----- | ----- | ----- |
| 17 f | 6 f  | 14 f | 112 f | 53 f | 496 H | 120 f | 108 f |

Note : 1378, 1424, 1553 et 1709 pour Fontpédrouse et Prats-Balaguer.

### Démographie contemporaine
L'évolution du nombre d'habitants est connue à travers les recensements de la population effectués dans la commune depuis 1793. Pour les communes de moins de 10 000 habitants, une enquête de recensement portant sur toute la population est réalisée tous les cinq ans, les populations de référence des années intermédiaires étant quant à elles estimées par interpolation ou extrapolation. Pour la commune, le premier recensement exhaustif entrant dans le cadre du nouveau dispositif a été réalisé en 2004.

En 2022, la commune comptait 122 habitants, en évolution de −3,17 % par rapport à 2016 (Pyrénées-Orientales : +3,92 %, France hors Mayotte : +2,11 %).
| 1793 | 1800 | 1806 | 1821 | 1831 | 1836 | 1841 | 1846 | 1851 |
| ---- | ---- | ---- | ---- | ---- | ---- | ---- | ---- | ---- |
| 509  | 560  | 551  | 621  | 737  | 757  | 763  | 858  | 890  |

| 1856 | 1861 | 1866 | 1872 | 1876 | 1881 | 1886 | 1891 | 1896 |
| ---- | ---- | ---- | ---- | ---- | ---- | ---- | ---- | ---- |
| 868  | 853  | 858  | 821  | 705  | 678  | 656  | 642  | 635  |

| 1901 | 1906 | 1911 | 1921 | 1926 | 1931 | 1936 | 1946 | 1954 |
| ---- | ---- | ---- | ---- | ---- | ---- | ---- | ---- | ---- |
| 571  | 796  | 573  | 517  | 422  | 379  | 325  | 452  | 319  |

| 1962 | 1968 | 1975 | 1982 | 1990 | 1999 | 2004 | 2006 | 2009 |
| ---- | ---- | ---- | ---- | ---- | ---- | ---- | ---- | ---- |
| 243  | 188  | 147  | 108  | 138  | 123  | 120  | 118  | 132  |

| 2014 | 2019 | 2022 | - | - | - | - | - | - |
| ---- | ---- | ---- | - | - | - | - | - | - |
| 129  | 117  | 122  | - | - | - | - | - | - |

Note : à partir de 1826, les habitants de Prats-Saint-Thomas sont recensés avec ceux de Fontpédrouse.
| selon la population municipale des années : | 1968 | 1975 | 1982 | 1990 | 1999 | 2006 | 2009 | 2013 |
| Rang de la commune dans le département      | 166  | 125  | 168  | 149  | 164  | 168  | 165  | 169  |
| Nombre de communes du département           | 232  | 217  | 220  | 225  | 226  | 226  | 226  | 226  |

### Enseignement
Après une période de fermeture, l'école a été rouverte et elle accueille en 2012 moins d'une dizaine d'élèves, répartis entre maternelle et CM2, dans une classe unique.
En juillet 2021, la municipalité en place a pris la décision de fermer l'école.
Le secteur du collège est Prades.

### Manifestations culturelles et festivités
- Fête patronale : 15 août[61] ;
- Foire : 29 septembre[61].

## Économie

### Emploi
|                | 2008   | 2013   | 2018   |
| -------------- | ------ | ------ | ------ |
| Commune        | 8,1 %  | 12,7 % | 12,9 % |
| Département    | 10,3 % | 12,9 % | 13,3 % |
| France entière | 8,3 %  | 10 %   | 10 %   |

En 2018, la population âgée de 15 à 64 ans s'élève à 64 personnes, parmi lesquelles on compte 72,6 % d'actifs (59,7 % ayant un emploi et 12,9 % de chômeurs) et 27,4 % d'inactifs,. En 2018, le taux de chômage communal (au sens du recensement) des 15-64 ans est inférieur à celui du département, mais supérieur à celui de la France, alors qu'en 2008 il était inférieur à celui de la France.
La commune est hors attraction des villes,. Elle compte 29 emplois en 2018, contre 32 en 2013 et 39 en 2008. Le nombre d'actifs ayant un emploi résidant dans la commune est de 38, soit un indicateur de concentration d'emploi de 77,3 % et un taux d'activité parmi les 15 ans ou plus de 44,1 %.
Sur ces 38 actifs de 15 ans ou plus ayant un emploi, 17 travaillent dans la commune, soit 46 % des habitants. Pour se rendre au travail, 78,4 % des habitants utilisent un véhicule personnel ou de fonction à quatre roues, 16,2 % s'y rendent en deux-roues, à vélo ou à pied et 5,4 % n'ont pas besoin de transport (travail au domicile).

### Activités hors agriculture

#### Secteurs d'activités
16 établissements sont implantés à Fontpédrouse au 31 décembre 2019.
Le secteur de l'industrie manufacturière, des industries extractives et autres est prépondérant sur la commune puisqu'il représente 25 % du nombre total d'établissements de la commune (4 sur les 16 entreprises implantées à Fontpédrouse), contre 8,7 % au niveau départemental.

#### Entreprises et commerces
Les bains de Saint-Thomas disposent de six sources d'eau chaude naturelle sulfureuse.

### Agriculture
|               | 1988 | 2000 | 2010 | 2020 |
| ------------- | ---- | ---- | ---- | ---- |
| Exploitations | 8    | 3    | 0    | 1    |
| SAU (ha)      | 402  | 210  | 0    | 1    |

La commune est dans le Conflent, une petite région agricole occupant le centre-ouest du département des Pyrénées-Orientales. En 2020, l'orientation technico-économique de l'agriculture  sur la commune est l'exploitation de grandes cultures (hors céréales et oléoprotéagineuses). Une seule  exploitation agricole ayant son siège dans la commune est recensée lors du recensement agricole de 2020 (huit en 1988). La superficie agricole utilisée est de 1 ha,,.

## Culture locale et patrimoine

### Monuments et lieux touristiques
- L'Église Sainte-Marie de Fontpédrouse, située au bourg ;
- Pont Séjourné ;
- Église de la Trinité et Sainte-Marie de Prats Balaguer : édifice roman élevé au XIe siècle, à proximité du hameau de Prats-Balaguer, au sud du village-centre ;
- Chapelle Notre-Dame-de-la-Santé de Saint-Thomas-de-Balaguer.
- Chapelle Saint-Joseph de Prats-Balaguer.
- Vestiges du château de Prats-Balaguer, à 0,2 km au sud du village.

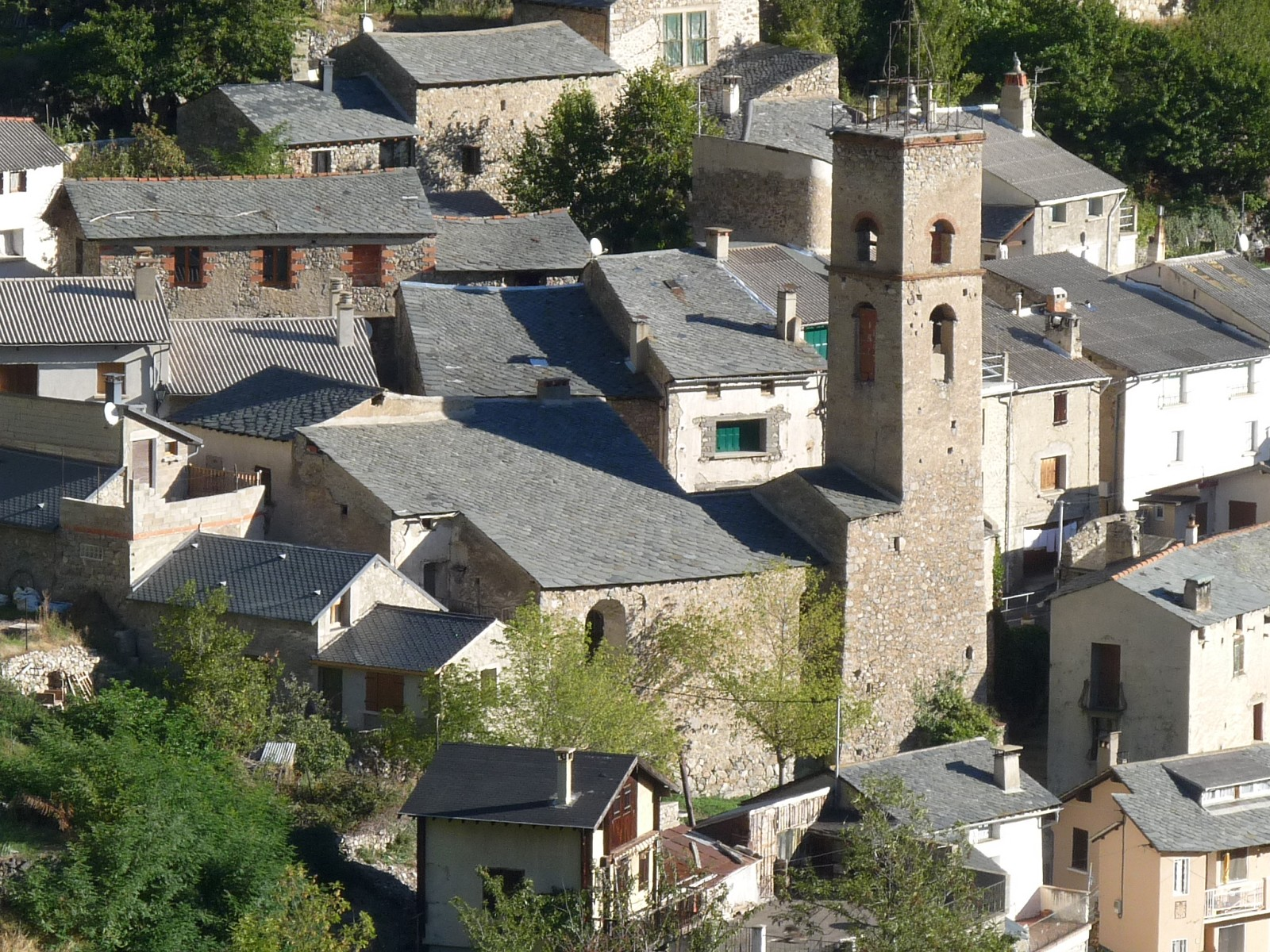
Église Sainte-Marie de Fontpédrouse
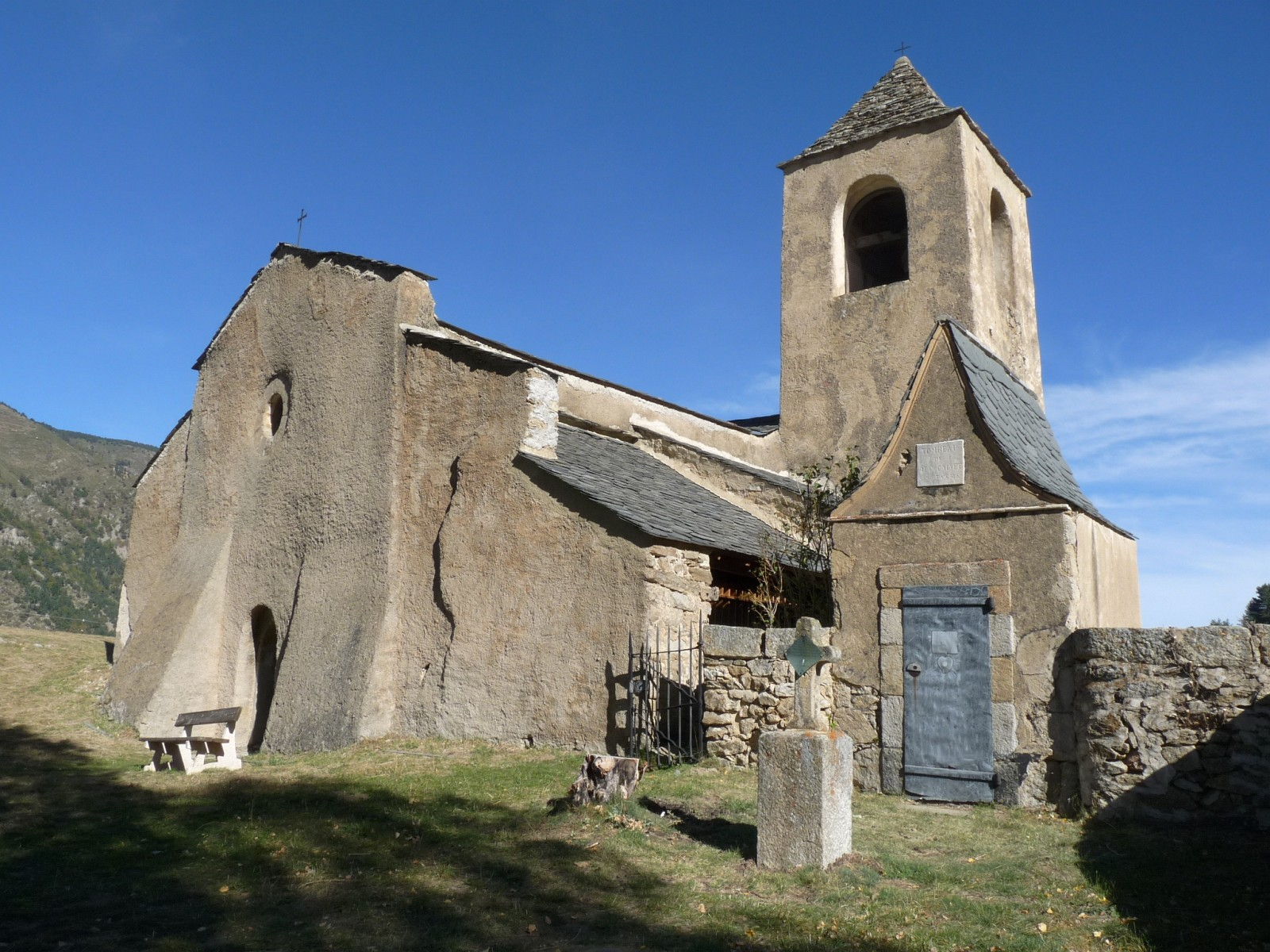
Église de la Trinité de Prats-Balaguer

### Personnalités liées à la commune
- Le poète Antoine Jofre a été prêtre de Fontpédrouse de 1838 à 1841.